# Tritó alpí
El tritó alpí (Ichthyosaura alpestris) és un amfibi de l'ordre dels urodels i de la família dels salamàndrids que habita en una àrea relativament gran del centre d'Europa.

## Morfologia
Les femelles d'aquest amfibi solen ser més grans que els mascles i poden mesurar fins a 12 cm de llargada total. És capaç d'una regeneració total dels dits o d'una pota sencera. A vegades es troben exemplars amb 5 dits, fenomen anomenat polidactilisme.
Les femelles solen ser menys acolorides que els mascles i solen tenir marques jaspiades. En canvi, els mascles, tenen els costats blaus i una cresta baixa.
La seva esperança de vida pot arribar als 20 anys, tot i que normalment arriben als 7.

## Distribució i hàbitat
Es poden trobar per una àrea bastant amplia del centre d'Europa, des de l'oest i nord de França, fins al sud de Polònia. Se'n coneix una població al nord de la península Ibèrica, a la serralada Cantàbrica. També n'hi ha una de molt petita a la Sierra de Guadarrama (Madrid).
Se'l pot trobar en diversos tipus d'habitat, sempre prop d'aigües tranquil·les, sobretot en zones boscoses muntanyoses, com boscos de coníferes, boscos de fulla caduca i prats alpins, fins als 2.500 metres d'altitud.

## Reproducció
Les femelles ponen diverses dotzenes d'ous a l'any i són posats d'un en un sobre les plantes submergides a l'aigua. Les larves surten al cap de 15-20 dies amb brànquies i les potes davanteres clarament distingibles. Les potes posteriors apareixen més tard.